# Máramarosi-havasok
A Máramarosi-havasok vagy helyenként Csornahorai-havasok (ukránul: Мараморошський масив, románul: Muntii Maramureșului) hegység a Északkeleti-Kárpátok külső vonulatában, Ukrajna és Románia területén. A Tiszától a Borsai-hágóig (1416 m) húzódik 70 km hosszan. Legmagasabb hegyei a Hoverla (2061 m), amely egyben Ukrajna legmagasabb pontja, a Pop Iván (2022 m) a román-ukrán határon, a Várkő (1957 m) és a Toronyága (1930 m). Az éghajlat hűvös és nedves (1400 mm/év), melynek következtében a folyóvizek hozamai nagyok és viszonylag állandóak.

## Földrajz
A Máramarosi-havasok a vízválasztó a Tisza, valamint Szeret, a Prut és a Dnyeszter vízrendszere között. Északnyugat–délkeleti csapásirányú gerince 1600–1800 méter magas, az erdőhatár fölé emelkedik.
Tipikus gyephavas, kevés rajta a sziklakibúvás. Alacsonyabb részeit ma is kiterjedt erdőségek borítják. Legmagasabb csúcsa a Fehér-Tisza forrásvidékén, a Csornahora hegységben található Hoverla (2061 méter). A hegység a legutóbbi jégkorszak idején csak kis mértékben jegesedett el.
A befelé tartó vízfolyások a belső flisvonulatot különálló hegységekre tagolták. Ezek a szigetszerűen kiemelkedő hegységek az egykori tönkfelszín darabjai, széles gyephavas jellegű tetőiket polonináknak nevezik. A vonulat utolsó tagja, a Szvidovec (Fagyalos) a legmagasabb (1880 méter), és tájképileg is a legváltozatosabb.

## Geológia
Fekete flis (egymásra váltakozó homokkő-, agyagpala- és mészkőrétegek) takaróredő kőzetei alkotják, helyenként bazalt beékelődésekkel. A fekete szín a grafittartalomra utal. A flis alatt bázikus ofiolit komplexum található.